# Barranc de Naens
El barranc de Naens és un barranc afluent del riu Bòssia, de la conca de la Noguera Pallaresa. Discorre íntegrament pel terme de Senterada, al Pallars Jussà.
Es forma per la unió de la llau de les Baneres i del barranc de la Foradada a la partida de la Foradada, al sud-oest del poble que li dona nom, Naens. Des d'aquest lloc s'adreça cap al nord-est, bàsicament, però fent revolts a causa de l'orografia del lloc, i aviat rep per l'esquerra la llau de Sant Martí, i per la dreta, tot seguit, la llau de Roca Canera, just al sud del poble de Naens.
Sempre cap al nord-est, va a cercar la vall de Bellera, i troba, per la dreta, la llaueta de les Segueleres. De seguida, després de trobar la borda del Pau, s'aboca en el Bòssia.